# Eddie's Bar
Eddie's Bar foi um bar dedicado à banda de heavy metal Iron Maiden. Adoptou o seu nome a partir da mascote da banda, Eddie the Head.
Está localizado na vila de Santa Bárbara de Nexe, concelho de Faro no sul de Portugal. O proprietário é o baixista da banda Steve Harris. O bar está decorado com peças alusivas aos Iron Maiden, algumas usadas até em tournés, como o sarcófago usado na World Slavery Tour 1984/85, um baixo usado por Steve Harris, pratos da bateria de Nicko McBrain e álbuns autografados, fotografias, posters. Normalmente são usados vídeos de heavy metal para som ambiente.
O bar abriu portas em 1989 com Manu da Silva, antigo roadie da banda, como gerente. Actualmente é gerido por Dave Sullivan e Terry Rance, antigos guitarristas de Iron Maiden e Jeff Daniels, roadie nos anos 70.